# 麻栗坡油果樟
麻栗坡油果樟（学名：Syndiclis marlipoensis）为樟科油果樟属下的一个种。